# Green Lakes State Park Golf Club

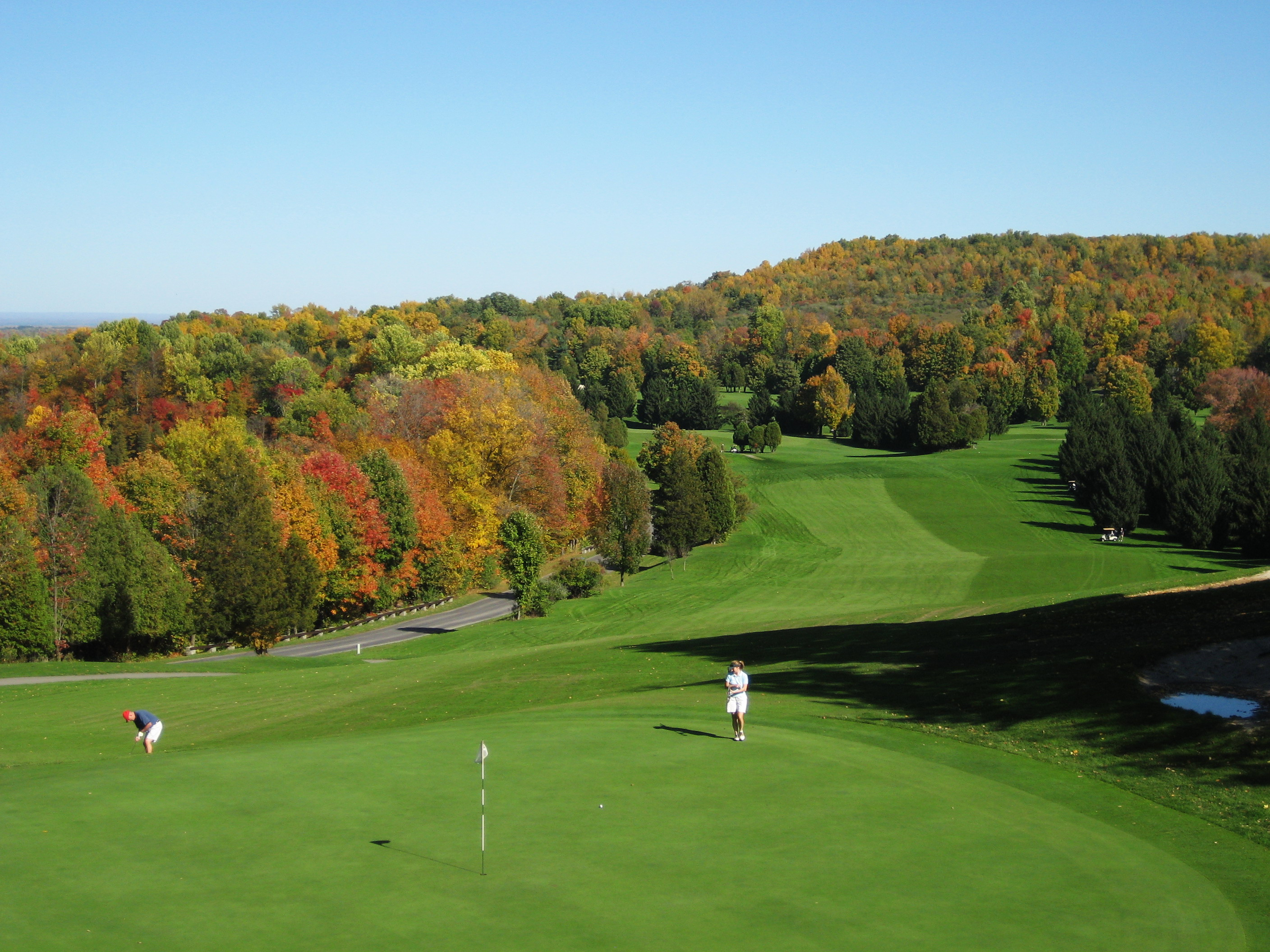

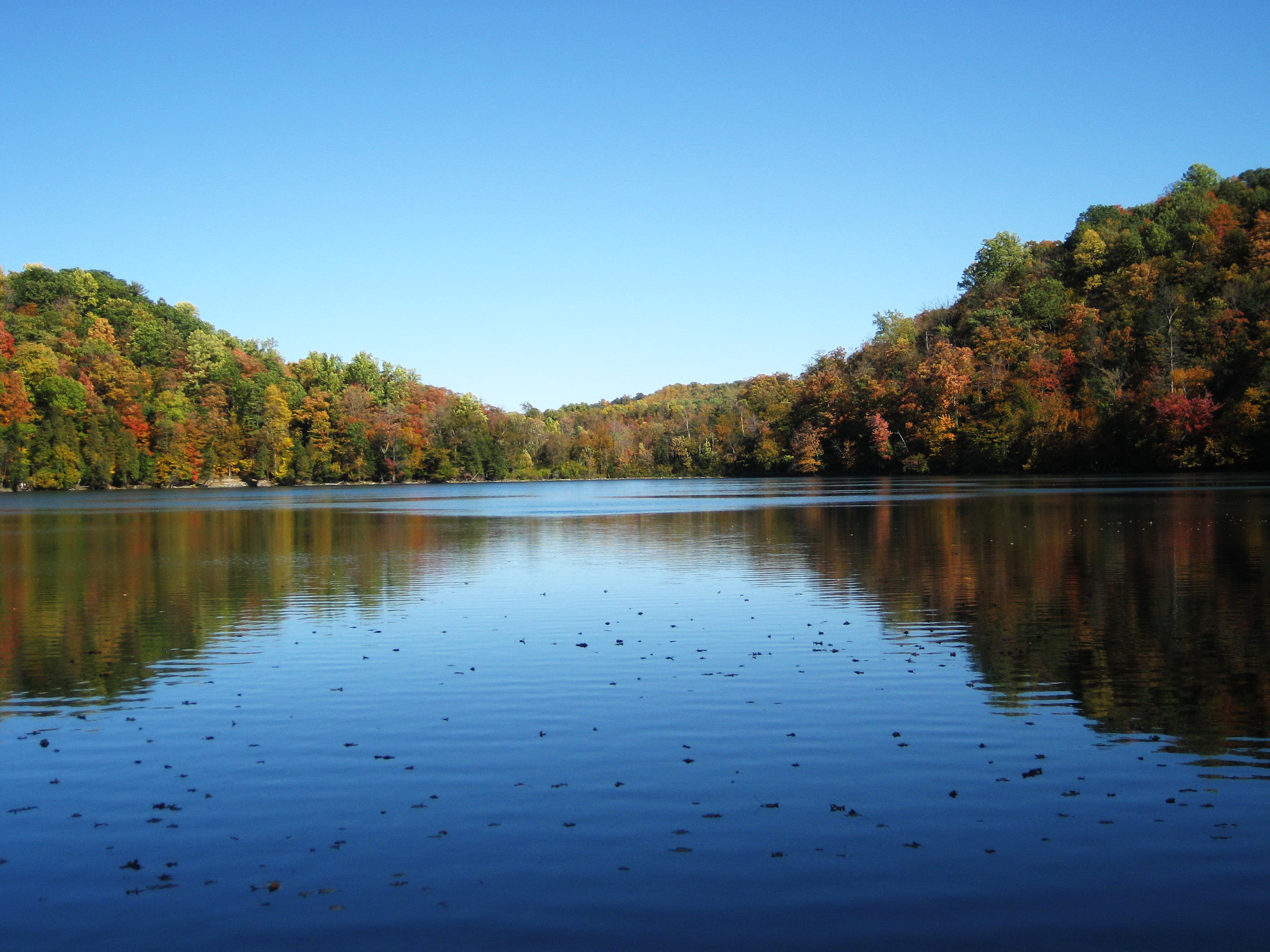
Round Lake

De leden van de Green Lakes State Park Golf Club spelen op de openbare 18-holes golfbaan in het Green Lakes State Park. Het park ligt ten Oosten van Syracuse in de Amerikaanse staat New York.
Het is de tweede golfbaan die door Robert Trent Jones werd ontworpen. De baan werd in 1935 geopend en heeft een par van 71. Hij is niet erg lang, zodat de course-rating op 70.2 is gesteld en de slope-index op 123. De baan heeft ongeveer 50 bunkers, maar geen waterhasards.

## Het park
Al in 1924 werd actie ondernomen om het land om de Green Lakes aan te kopen. Een afstammelinge van de laatste eigenaar, Betsy Knapp, heeft hier een boek over geschreven. In 1927 werd bijna 300km² gekocht en in 1929 werd er een admistratiegebouwtje neergezet waar ook de opzichter sliep.

### De meren
In de baan liggen twee meren die gevoed worden door gletsjers. De kleur van het water varieert van blauw tot smaragdgroen. Het bijzondere van deze meren is dat ze meromictisch zijn: de verschillende waterlagen mengen zich niet. Het water heeft een hoge concentratie van kalk, magnesium en zwavel.